# Clamart
Clamart – miejscowość i gmina we Francji, w regionie Île-de-France, w departamencie Hauts-de-Seine.
Według danych na rok 2012 gminę zamieszkiwało 52 408 osób, a gęstość zaludnienia wynosiła 5 976 osób/km². Wśród 1287 gmin regionu Île-de-France Clamart plasuje się na 437. miejscu pod względem powierzchni.
W części Clamart zwanej Petit-Clamart doszło 22 sierpnia 1962 do nieudanego zamachu na prezydenta Francji Charles’a de Gaulle’a, zorganizowanego przez Jeana-Marie Bastien-Thiry’ego.
W pobliżu Clamart w 1961 r. doszło do tąpnięcia na obszarze 6 hektarów w rejonie nieczynnych kamieniołomów kredy. W jego wyniku zginęło 21 osób.

## Znane osoby urodzone w Clamart
- Hatem Ben Arfa (ur. 1987), piłkarz, reprezentant Francji
- Gabriel Attal (ur. 1989), francuski premier

## Znane osoby zmarłe w Clamart
- Jasir Arafat (ur. 1929), przywódca palestyński
- Nikołaj Bierdiajew (ur. 1874), filozof rosyjski
- Marcel Carné (ur. 1906), francuski reżyser filmowy
- Bułat Okudżawa

## Przypisy

Położenie Clamart w ramach aglomeracji paryskiej